# Michel Peiry
Michel Peiry, surnommé « le sadique de Romont », est un tueur en série suisse né le 28 février 1959 dont les crimes sont commis entre 1981 et 1987.
Décrit alors comme le pire tueur en série connu en Suisse depuis la Seconde Guerre mondiale, dix meurtres lui sont attribués selon le mode opératoire suivant : prendre de jeunes adolescents en auto-stop, les attacher, les violer ou leur faire subir des actes sexuels, les tuer et finalement brûler leur cadavre. Ces crimes bouleversent la Suisse entière durant de nombreux mois et même au-delà puisqu'en 2004, plus de quinze ans après les faits, le sadique de Romont est revenu dans le débat lorsque le peuple a dû se prononcer sur l'initiative populaire « Internement à vie pour les délinquants sexuels ou violents jugés très dangereux et non amendables ».

## Crimes
Le premier crime attribué à Michel Peiry remonte au 1er septembre 1981. Il a alors 22 ans et voyage aux États-Unis. Il aurait fait la rencontre d'un jeune Canadien nommé Sylvestre, lequel devait disparaître sans jamais laisser de traces. Peiry a d'abord avoué ce meurtre, s'est rétracté, pour enfin finir par le reconnaître. Par la suite, pour les autres crimes, il fera souvent des aller-retour entre aveux et rétractations.
Le 4 février 1984, dans la région d'Annecy (France) il assassine le jeune Frédéric. En juin 1985, une certaine Anne-Laure (ou Anne-Fleur, il ne se souvient plus très bien) serait la seule femme assassinée par Peiry, aux Saintes-Maries-de-la-Mer (France).
Le 7 mai 1986 marque la date de la première victime suisse : le jeune Cédric, dont le cadavre calciné sera retrouvé à Arbignon en Valais. En juillet 1986, Michel Peiry voyage dans plusieurs pays d'Europe, notamment en Yougoslavie. Il avoue le meurtre d'un certain Silvio dans la région de Rijeka (actuellement en Croatie), avant de se rétracter.
Dans la nuit entre les 14 et 15 août 1986, dans le canton du Tessin, il prend en auto-stop le jeune Fabio V. et le tue selon son scénario habituel.
En novembre de la même année, c'est la première victime miraculeusement vivante : Yves Ath., qui subit des sévices sexuels et une tentative d'homicide. Cela se passe dans la région de La Chaux-de-Fonds.
Une autre victime, le jeune Vincent, est retrouvée calcinée en mars 1987 à Orsières en Valais.
Un mois plus tard, le 16 avril 1987, un jeune Français est la neuvième victime du sadique, dans la région de Côme en Italie. Meurtre avoué, puis rétractation.
Le 24 avril 1987, Thomas, un jeune homme de 16 ans fait de l'autostop à Lausanne pour rentrer chez ses parents à proximité de Lausanne. Michel Peiry l'emmène sur la route d'Echallens, puis en direction de Moudon. Là, il roue de coups le jeune auto-stoppeur et le menotte. Après lui avoir fait subir de multiples sévices, il abandonne le jeune homme dans une rivière, pensant l’avoir achevé. Mais Thomas n'est pas mort, il parvient à se relever et marche deux kilomètres jusqu'au village de Sottens, où il est recueilli par un éducateur. Dès ce moment, l'enquête commence. Grâce aux détails donnés par Thomas, la police connaît désormais le signalement de Michel Peiry et celui de sa voiture.
Michel Peiry est arrêté le 1er mai 1987 alors qu'il effectuait un cours de répétition (service militaire) à Schangnau dans le canton de Berne. Il purge à ce jour une peine de prison à perpétuité. En 2002 puis en 2009, il fait des demandes de mise en liberté qui lui sont refusées.
Des liens avec l'adjudant-chef français Pierre Chanal furent évoqués, mais jamais prouvés, mais Michel Peiry fut suspecté dans l'affaire dite des disparus de Mourmelon, surtout entre 1980 et 1987, car Peiry fréquentait les zones militaires du nord de la France, et le camp de Valdahon (Doubs) proche de la frontière suisse. En raison d'un manque d'éléments, ou faisceaux de coïncidences prouvés, cette piste fut abandonnée en 1990.[réf. nécessaire]

## Psychologie
Malgré une enfance pas très heureuse et un père violent, il arrive à mener une vie normale. Il est apprécié de son entourage et participe à la vie sociale de sa région. Cependant, derrière un « masque de normalité » il est torturé. D'abord par son homosexualité refoulée : il surprend à l'âge de 11 ans les ébats de deux gardes forestiers et s'en confie à un prêtre, qui le conduit dans son lit,. Ensuite par des fantasmes de violence acquis très tôt. De son propre aveu, il a découvert la sexualité à travers une revue de bondage : dans son esprit, sexualité et violence sont devenues inséparables. 

## Émission radiophonique et film
- « L'affaire du Sadique de Romont » le 23 février 2016 dans L'Heure du crime de Jacques Pradel sur RTL.
- Prénom : Mathieu est un film de Lionel Baier sorti en 2018 et inspiré du sadique de Romont[6].